# Igreja do Carmo (Braga)
A Igreja do Carmo localiza-se na freguesia de São Vicente, cidade e município de Braga, distrito de mesmo nome, em Portugal. Faz parte do Convento dos Carmelitas.

## História
O Convento do Carmo foi originalmente fundado no Largo das Carvalheiras, na freguesia da Sé, em 1 de fevereiro de 1635, por Frei José do Espírito Santo.
A primeira pedra do atual edifício, na freguesia de São Vicente, foi lançada em 4 de novembro de 1654. A 23 de outubro do ano seguinte (1655), a comunidade transferiu-se para o novo domicílio.
Com a extinção das ordens religiosas no país (1834), as instalações do convento passaram a sediar o Hospital Militar. Mais tarde, o imóvel principal foi vendido a particulares, e nele instalado o Colégio Dublin; já no século XXI foi convertido em espaço de restauração que também fechou. Em 2020, o Grupo Fortera anunciou que vai investir 10 milhões de euros na remodelação do convento para criar cerca de 70 apartamentos.
Entretanto, os Padres Carmelitas Descalços regressaram a Braga (com solene celebração em 3 de março de 1963), habitando hoje nas dependências do lado nascente da igreja.
Em 1898, a fachada da primitiva igreja estava em desaprumo e em 1906 ameaçava ruína. Por este motivo, começam a pensar em substituí-la. Projecto feito em 1907, pelo arquitecto Moura Coutinho. Ficou concluída em 1911.
Em dezembro de 2012 foi publicada a classificação do edifício como Monumento de Interesse Público e fixação da respetiva Zona Especial de Proteção.
Em 2 de março de 2013 foi inaugurado o Núcleo Museológico do Carmo.

## Convento
Com a extinção das ordens religiosas no país (1834), as instalações do convento passaram a sediar o Hospital Militar. Mais tarde foi adquirido em hasta pública por Miguel Ferraz que fez fortuna no Brasil. Posteriormente foi comprado por Maria José Ogando, que tinha fundado o Colégio Dublin em Prado em 1910 e transferiu e estabelecimento de ensino para o antigo convento, onde se manteve até 1994. 
Em 2022, a Câmara Municipal aprovou o projeto do grupo israelita Fortera de requalificação e transformação do antigo convento em unidade hoteleira de 4 estrelas. O investimento será de 11 milhões de euros e deverá abrir em 2024.
Os dois edifícios — um construído originalmente ao lado da Igreja e outro, acrescentado posteriormente, e cujo conjunto está classificado como imóvel de «interesse público», será transformado numa «boutique hotel», com 71 quartos (141 camas) — três deles em formato apartamento/estúdio — equipados para estadias curtas e médias, com piscina, espaços para reuniões (co-working), ginásio, salão, restaurante e cafetaria.
Terá quatro pisos e uma cave, sendo o estacionamento dos clientes feito no parque do Campo da Vinha.
Um dos edifícios do Convento, o mais recente, construído em madeira, está em estado de degradação e ameaça ruína, o que exige a sua demolição numa zona traseira.
No interior serão restaurados o claustro e o pátio, sendo as celas dos monges integradas nos quartos ou zonas comuns do hotel.